# Craig Neal
Craig Duane Neal (Muncie, 16 febbraio 1964) è un ex cestista, allenatore di pallacanestro e dirigente sportivo statunitense, professionista nella NBA.
È il padre di Cullen Neal.

## Carriera
È stato selezionato dai Portland Trail Blazers al terzo giro del Draft NBA 1988 (71ª scelta assoluta).
Con gli Stati Uniti ha disputato i Campionati americani del 1993.